# Bitwa pod Arghandab (1987)
Bitwa pod Arghandab – bitwa stoczona w 1987 r. podczas radzieckiej interwencji w Afganistanie.
Ataki mudżahedinów na początku 1987 roku w Kandaharze spotkały się z odpowiedzią prorządowej koalicji w ostatnim tygodniu maja 1987 roku. Ofensywę przeprowadzono w dystrykcie Arghandab, 10 km od Kandaharu. Większość z 6 tys. żołnierzy było Afgańczykami z 15. dywizji, 7. brygady czołgów wzmocnionych kolumnami z 14. i 17. dywizji i żołnierzami przysłanymi z Kabulu. Siły milicji miały odgrywać główną rolę w ofensywie. Radziecka 70. zmotoryzowana dywizja zabezpieczała je od tyłu, ograniczając swoją aktywność do minimum. Na wizytację reżim kabulski przysłał ministra obrony i ministra spraw wewnętrznych.
Ofensywa rozpoczęła się 22 maja 1987 roku. Partyzanci zbudowali wcześniej wiele schronów wokół Arghandabu i radziecka artyleria nie mogła pokonać ich oporu. Stingery partyzantów skutecznie przyczyniły się do ograniczenia wsparcia lotniczego dla armii rządowej. Siły rządowe zostały zobowiązane do intensywnych działań, ale trafiły na zdecydowany opór sił partyzanckich. Żołnierze byli zależni od ognia helikopterów oraz nienależycie przygotowani do walki. Morale wielu z nich załamało się, wielu odmówiło ataku na pozycje partyzantów. Według niesprawdzonych źródeł dwustu z nich zostało rozstrzelanych. Inne jednostki po starcie do wskazanego rejonu były przedmiotem przypadkowego artyleryjskiego i lotniczego bombardowania. Ponad 1200 żołnierzy rządowych zdezerterowało i przeszło do ruchu oporu.
Straty koalicji prorządowej szacowano na 5–16 samolotów (według różnych źródeł), ponad 30 czołgów i transporterów, około 500 żołnierzy zabitych lub rannych.
Bitwa pod Arghandab dowiodła, że radzieckie aspiracje do kreowania niezależnego reżimu kabulskiego i użycie rządowych sił zbrojnych do zamykania operacji bez użycia radzieckiego lotnictwa nie było możliwe w działaniach 1987 roku. Połączone siły partyzanckie wspólnie mogły działać skuteczniej, niż gdy były rozbite na różne frakcje.